# Methia aestiva
Methia aestiva är en skalbaggsart som beskrevs av Henry Clinton Fall 1907. Methia aestiva ingår i släktet Methia och familjen långhorningar. Inga underarter finns listade i Catalogue of Life.